# ФК Минск
ФК „Минск“ е беларуски футболен клуб от Минск. Той играе във Висшата лига от 2009 г. Двукратен победител в първа лига (2006, 2008), бронзов медалист на първенството на Беларус (2010), носител на Купата на Беларус 2012/2013.

## История
На 19 юни 1954 г. със заповед на председателя на Комисията по физическа култура и спорт е създадено младежко футболно училище на базата на Спортния институт. Подобни училища са създадени и в други градове на страната: в Москва, Ленинград, Киев, Тбилиси и Ташкент. Първоначално екипът участва в състезанието за наградите на вестник „Знаме на младостта“, който по това време се нарича „Сталинската младост“.
Почти веднага отборът участва в първенството на Беларуската ССР, което по това време се провежда на три етапа. След като изиграва отлично в първите два предишни етапа, отборът получава право да играе във финалния жребий, който се провежда във Витебск. След като печели пет победи в шест мача, клубът става шампион, а младежките футболни футболисти заемат една трета от символичния списък на първите 33 състезатели.
През 2006 г. на базата Смена, която по това време играе в първа лига (а отборът на Смена-2 играе във втората лига), е създаден клубът Минск, който веднага става победител в първа лига през сезон 2006 (и във втората лига, вторият отбор игра под името „Промяна“). През сезон 2007 клубът за първи път се появява във Висшата лига, но заема 14-о място и отново отпада в първа лига, откъдето се завръща година по-късно. През 2010 г. клубът печели бронзовите медали на Беларуското първенство за първи път, а през 2013 г. става собственик на Купата на Беларус.

## Успехи
- Бронзов медалист: 2010
  - 1/2 финал Купа на Беларус: 2007